# Limne
Limne (en griego, Λίμνη) era el nombre de una antigua colonia griega del mar Negro.  
Es citada en el Periplo de Pseudo-Escílax, donde se la menciona junto a la ciudad de Odinio, dentro del territorio habitado por la tribu de los ecequires, cerca de los ríos Prítanis y Arjabis. En el periplo se menciona expresamente que Odinio era una fundación griega, pero nada se precisa acerca de Limne.